# Casa de Haleth
En el universo imaginario de J. R. R. Tolkien, la Casa de Haleth es una de las tres casas de los Edain que habitaron Beleriand en la Primera Edad. Los Elfos le dieron ese nombre porque los conducía una mujer llamada Haleth, ya que el cabecilla de esa hueste de Hombres, Haldad, había caído en una batalla contra los Orcos de Morgoth en Thargelion, junto a su único hijo varón, llamado Haldar, hermano mellizo de Haleth.
Según se cuenta en El Silmarillion la Casa de Haleth fue la segunda Casa de Hombres que penetró en Beleriand y lo hizo cruzando las Ered Luin por la ruta de los Enanos, que cruzaba el Gelion por Sarn Athrad. Afincándose primero en Thargelion, muy cerca de los dominios de Caranthir.
Los Haladim se caracterizaban por tener baja estatura, cabellos castaños y tez trigueña. Tenían además su propia lengua que no estaba emparentada con la de los otros Edain, pues no habían tenido trato con los elfos hasta su llegada a Beleriand. La mantuvieron con características propias por el resto de las Edades; un ejemplo de ello es que los dunlendinos en la Tercera Edad conservaban muchas palabras en esa lengua.

## Origen y Emigración
Como todos los Atani esta hueste tiene su origen en Hildórien pero siguieron un camino distinto que los otros Edain para llegar a Beleriand. Se cree que en su viaje al oeste, huyendo de las bestias de Melkor, se dirigieron, vía el sur de Mordor hasta Ithilien y cruzaron el Anduin en los bajíos de la isla de Cair Andros. Allí se encontraron con los Drúedain y entablaron una profunda amistad que los llevó, a un importante grupos de ellos a continuar juntos el viaje, mientras que otros se quedaron en la región de Anórien.
Cruzaron por el Paso de Rohan y mientras un grupo se dirigía al noroeste, hacia Eriador, otro grupo ocupó los Valles Norteños de las Montañas Blancas y otros continuaron hacia Enedwaith y Minhiriat en donde se asentaron en los bosques que rodeaban el Agua Gris, y el Brandivino. Estos últimos serían los antecesores de los dunlendinos y se los conocería como los Gwathuirim.
Una parte importante del otro grupo se asentó en las Tierras entre Las Quebradas de los Túmulos y las Colinas del Viento y serían el origen de los Hombres de Bree. En esa región se mezclaron con las otras casas de los Edain y los Hombres Cetrinos provenientes del oriente de la Tierra Media; conformando lo que sería la población humana de Arnor, llamados por Tolkien los Hombres Medios.

## En Beleriand
La Casa de Haleth y un resto del Pueblo Drúedain, llegaron a las laderas orientales de las Ered Luin, en donde entablaron contactos y buenas relaciones con los Enanos de Nogrod y Belegost.
Al fin, cerca del año 300 P. E. cruzaron las Montañas Azules, pero debido a la hostilidad de los Elfos Verdes debieron seguir camino hacia el norte, asentándose en Thargelion; "(...)allí tuvieron paz por un tiempo, y el pueblo de Caranthir les prestaba escasa atención..." (Tolkien, El Silmarillion). Allí vivieron en numerosos grupos pero aislados entre sí pues no tenían un Señor que los dirigiera en conjunto.
Ahora Bien, Morgoth envió un ejército de Orcos a través de las Ered Luin, para burlar el cerco de la Frontera de Maedhros y atacar a los hombres siguiendo el Camino de los Enanos; y los primeros en sufrir el ataque fueron los Haladim. Estos, reunidos por Haldad retrocedieron hasta el ángulo formado por el Río Ascar y el Gelion, levantando una empalizada entre los dos ríos y allí fueron sitiados por los Orcos. Haldad y Haldar fueron muertos cuando intentaron salir del sitio para conseguir alimentos, quedando Haleth al frente de su pueblo. A los siete días de la muerte de Haladad, el pueblo de Haleth fue auxiliado por Caranthir, que derrotó a los Orcos.
A pesar del ofrecimiento de Caranthir de que se quedaran en esas tierras bajo su protección, pues había comprendido el valor de los Hombres; los Haladim conducidos por Haleth abandonaron esas tierras y se dirigieron a Estolad. Pero no se mezclaron con los otros Edain y "(...) desde entonces los Elfos y los Hombres lo conocieron como el Pueblo de Haleth..." (Tolkien, El Silmarillion)
No había pasado un año de su estadía en Estolad, que Haleth decidió seguir hacia el oeste, y el pueblo se dividió pues un grupo se quedó en El Campamento y otro marchó. Conducidos por Haleth siguieron hacia su destino atravesando el Celon y el Aros, viajando por las tierras que entre las Montañas del Terror y la Cintura de Melian (pues no se les permitió cruzar las tierras de Thingol). Cruzaron el río Sirion por el vado de Britiach para luego desperdigarse por los Bosques de Talath Dirnen o en las Tierras de Nargothrond, cruzando el río Teiglin. Aunque un grupo numeroso siguió a Haleth hasta el Bosque de Brethil, en donde obtuvo autorización del Rey Thingol, por una gracia pedida por Finrod, a condición de que vigilaran y protegieran los Cruces del Teiglin. En todo ese largo recorrido el Pueblo de Haleth estuvo acompañado por los Drúedain.